# الرحلة 106 لشركة ميرباتي نوسانتارا
الرحلة رقم 106 لشركة ميرباتي نوسانتارا كانت رحلة داخلية في إندونيسيا، شهدت حادث تحطم أثناء الهبوط في 19 أبريل 1997. تعرضت الطائرة التي كانت من طراز بريتش ايروسبيس إيه تي بي لحادث إثر محاولة فاشلة للالتفاف والعودة في ظل ظروف جوية سيئة، ما أدى إلى وفاة 15 شخصًا من بين ركابها وطاقمها. يُعد هذا الحادث أول خسارة هيكلية لطائرة من هذا الطراز، وكان من بين أسوأ حوادث الشركة الجوية في تلك الفترة.

## الطائرة
كانت الطائرة من طراز بريتش ايروسبيس إيه تي بي، تحمل التسجيل PK-MTX ورقم التسلسل 2048. صُنعت الطائرة بواسطة شركة بريتيش إيروسبيس عام 1992، وكانت مزودة بمحركين من نوع برات آند ويتني كندا PW126.

## الحادث
غادرت الرحلة 106 لشركة ميرباتي نوسانتارا من جاكرتا في رحلة داخلية متجهة إلى مطار هادي أسونو هاناندجودين الدولي في تانجونغ باندان. كانت الطائرة، التي تحمل اسم “سانجيانج”، قد أُذن لها بالاقتراب من المدرج رقم 36. أثناء هبوطها على ارتفاع حوالي 2000 قدم، دخلت الطائرة في انحراف حاد إلى اليسار، مما أدى إلى فقدان السيطرة عليها. تحطمت الطائرة في مزرعة جوز هند وانقسمت إلى ثلاثة أجزاء. وُجد أن إحدى المراوح كانت في وضع الريشة.
أُقيم نصب تذكاري لتخليد أسماء ضحايا الحادث، كما وُضعت مراوح وأجنحة الطائرة المتبقية في موقع النصب.